# Kazimierz Korkozowicz
Kazimierz Korkozowicz (1907-1996) – polski pisarz, autor powieści historycznych, których akcja rozgrywa się w XVII-wiecznej Rzeczypospolitej Obojga Narodów, także powieści kryminalnych.

## Twórczość
Jest autorem m.in.:
- 3-tomowej powieści Jeźdźcy Apokalipsy, opowiadającej o wojnach Rzeczypospolitej ze Szwecją i Rosją w pierwszym dwudziestoleciu XVII wieku,
- 5-tomowej fabularyzowanej biografii Jana III Sobieskiego pt. Ostatni zwycięzca,
- cyklu powieści szpiegowsko-historycznych z czasów Władysława Jagiełły: 2-tomowe Przyłbice i kaptury, Nagie ostrza (na podstawie tych książek powstał serial Przyłbice i kaptury), 2-tomowy Powrót Czarnego i Synowie Czarnego.

## Powieści historyczne

### Cykl „Przyłbice i kaptury”
1. Przyłbice i kaptury
2. Nagie ostrza
3. Powrót Czarnego
4. Synowie Czarnego

### Cykl „Ostatni zwycięzca”
1. Pierścień wezyra
2. Wilcze tropy
3. Koło fortuny
4. Oślepłe źrenice
5. Laur i kadzidło

## Bitwy, Kampanie, Dowódcy
1. Nad Wisła 1944

## Powieści kryminalne
1. Będę zamordowana
2. Biały płaszcz w brązową kratę
3. Dom w górach
4. Jolanta i Apokalipsis
5. Legenda za 10 mln $
6. Letnia przygoda
7. Maruta
8. Siedmioramienny świecznik
9. Strefa cienia
10. To ja umarły...
11. Trzecia rakieta
12. Urwany ślad
13. W cieniu przekleństwa (pierwsze wydanie książkowe 2025)[3]
14. Zachariasz
15. Zapach pieczeni (pierwsze wydanie książkowe 2025)[4]